# Paja Jovanović

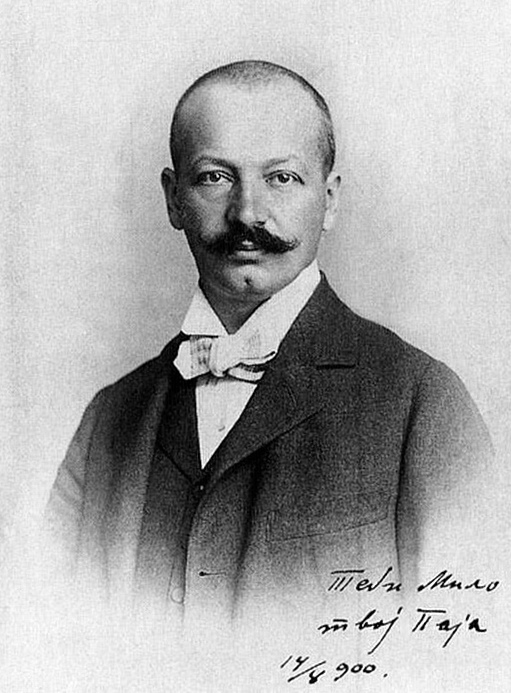
Porträt um 1900

Pavle "Paja" Jovanović (serbisch: Павле „Паја“ Јовановић; * 4. Junijul. / 16. Juni 1859greg. in Vršac, damals Österreich-Ungarn, heute Serbien; † 30. November 1957 in Wien) war ein serbisch-österreichischer Maler des Realismus.

## Leben
Im Alter von 15 Jahren zog Paja Jovanović mit seinem Vater nach Wien. Hier studierte er an der Akademie der bildenden Künste bei Christian Griepenkerl und Leopold Carl Müller und verbrachte abgesehen von einigen Urlaubsreisen in den Balkan, später auch in den Kaukasus, nach Nordafrika, Italien und Spanien den größten Teil seines Lebens. Von 1895 an malte Jovanović meistens historische Themen. Nach 1905 fertigte er ausschließlich Porträts reicher europäischer Klienten, darunter Mihailo Pupin. 1888 wurde er zum Mitglied der Serbischen Akademie der Wissenschaften und Künste ernannt.

## Auszeichnungen
Für sein auf der Jahresausstellung der Akademie in Wien 1883 gezeigte Gemälde „Verwundeter Montenegriner“ erhielt er den ersten Preis und ein kaiserliches Stipendium.

## Werke (Auswahl)
- Macevanje (um 1883). Skizze, Stift auf Papier, 90,5 × 59 -{cm}- (im Stadtmuseum Belgrad)
- Arnaut sa Čubikom (Der Arnaut mit Čubika, 1884 - 1886). Öl auf Leinwand, 36,5×43,5см (im Volksmuseum Belgrad)
- Furor Teutonikus (1889). Heliogravüre, 81,7 х 62 -{cm}- (im Stadtmuseum Belgrad)
- Seoba Srba (Serbische Emigration, 1896). Öl auf Leinwand, 190×126см (im Volksmuseum Pančevo[1]
- Seoba Srba und Seoba Srba I (1908; um 1895). Heliogravüre; Skizze, Stift auf Papier, 94,8 х 62,3 -{cm}-; 119 х 84 -{cm}- (im Stadtmuseum Belgrad)
- Proglašenje Dušanovog zakonika (Verkündung des Dušan Gesetzes, um 1900.) Öl auf Leinwand 126×190см (im Stadtmuseum Belgrad)
- Kralj Milutin (1906–1912). Öl auf Leinwand, 131,5×201см (in der Serbisch-Orthodoxe Kathedrale in Sremski Karlovci)
- Akt na Crvenom Ogrtacu(1918–1920). Öl auf Leinwand, 115 х 211 -{cm}- (im Stadtmuseum Belgrad)
- Mars Tito (1952). Skizze, Stift auf Papier, 30,5 х 24 -{cm}- (im Stadtmuseum Belgrad)
- Vilinska Zemlja - Parsifalov San (1906). Lithografie und Heliogravüre (im Stadtmuseum Belgrad)
- Cveće (Blume um 1950). Öl auf Holzbrett, 30,5×40,5см (im Stadtmuseum Belgrad)
- Portret Kraljice Marije Karađorđević Porträt von Königin Marija Karadjordjević (1925–1930.) Öl auf Leinwand, 210×102см (im Stadtmuseum Belgrad)
- Portret Milutin Milanković (1943). Öl auf Leinwand
- Portret Milutin Milanković (1945). Stift, Papier, Kalk- skizzen, 29,8 х 36,7 -{cm}- (im Stadtmuseum Belgrad)